# ري كوانغ هيوك
ري كوانغ هيوك (بالإنجليزية: Ri Kwang-Hyok)‏ (مواليد 17 أبريل 1987 في كوريا الشمالية) لاعب كرة قدم كوري شمالي يلعب حاليا لصالح نادي كيونغ غونغوب الكوري الشمالي .

## روابط خارجية
- ري كوانغ هيوك على موقع الاتحاد الدولي (مؤرشف)  (الإنجليزية)
- ري كوانغ هيوك على موقع قاعدة بيانات كرة القدم.إي يو (الإنجليزية)
- ري كوانغ هيوك على موقع ناشيونال فوتبول تيمز (الإنجليزية)
- ري كوانغ هيوك على موقع Soccerway.com (الإنجليزية)
- ري كوانغ هيوك على موقع عالم كرة القدم.نت (الإنجليزية)